# Jean-Antoine Gal
Jean-Antoine Gal (pron. fr. AFI: [dʒɑ̃‿ɑ̃twan ɡal]) (Torgnon, 28 giugno 1795 – Aosta, 17 dicembre 1867) è stato un religioso, storico e archeologo italiano, studioso dei resti dell'epoca romana in Valle d'Aosta.
A partire dal 1854 fu priore di Sant'Orso.

## Biografia
Insieme ad altri intellettuali, sia ecclesiastici che laici, nel 1855 ha fondato l'Académie Saint-Anselme, che si occupa inoltre della catalogazione e della salvaguardia dei resti romani di Aosta e della storiografia locale. È stato presidente del Comité pour la conservation des antiquités du Duché d'Aoste.
Secondo una leggenda, nel 1833, quando per la costruzione del municipio di Aosta venne proposto di usare il Teatro romano di Aosta come cava di pietra, si recò personalmente a piedi dal Re sabaudo a Torino per invocarne l'intervento.
Dal 1855, su invito dell'Accademia Prussiana delle Scienze, aiutò Theodor Mommsen nella ricerca sulle iscrizioni romane aostane per la stesura del Corpus inscriptionum latinarum.
La sua passione per l'epoca romana in Valle e il suo rigore scientifico sono testimoniati anche dall'opera Coup d'œil sur les antiquités du Duché d'Aoste, del 1862, la vera prima mappa archeologica della Valle d'Aosta.

## Opere
- (FR)  Correspondance du prieur Jean-Antoine Gal avec les frères Promis, a cura di Julien Pignet, in "Archivum Augustanum", 7 (1974-1975); ristampa Aosta: Imprimerie valdôtaine , 1969.
- (FR)  Vie de Saint Grat, évêque et patron du diocèse d'Aoste ; suivie de quelques réflexions pratiques, nouvelle éd. entièrement refondue, Aoste: Pierre-Albert Ibertis, 1829.
- (FR)  Coup-d'œil sur les antiquités du duché d'Aoste : mémoire, Aoste: Tipographie Louis Mensio, 1862.
- (FR)  L'insigne collégiale de Saint Pierre et de Saint Ours d'Aoste, Aoste, Imprimerie Lyboz, 1864.
- (LA)  Monumenta quinque historica augustana : sæculis XI-XVI exarata, studio canonici Ioannis Antonii Gal primo edita; nunc prolegomenis et indicibus ornata iterum divulgata curante Archivio Historico Augustano, Augustæ Taurinorum, 1968.
- (FR)  Recherches sur le chef de Saint Maurice d'Agaune, Annecy: J. Niérat, 1887.

### Curatele
- Jean-Jacques Marquis, Vie de Saint Ours, archidiacre d'Aoste et fondateur de la Collégiale de Saint Pierre et de Saint Ours, a cura di Jean-Antoine Gal, Aosta: Louis Mensio éditeur, 1868.